# Palabracon diatraeaphilus
Palabracon diatraeaphilus är en stekelart som beskrevs av Donald L.J. Quicke 1988. Palabracon diatraeaphilus ingår i släktet Palabracon och familjen bracksteklar. Inga underarter finns listade i Catalogue of Life.